# Mörködräkten

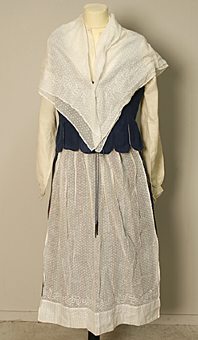
Dräkt från Mörkö socken bestående av:vit överdel, blått livstycke, bredrandig kjol i färgerna rött, blått och ljusgrått. 2 vita förkläden och halskläden i moll och tyll. Blå bindmössa med broderier med tillhörande tyllstycke

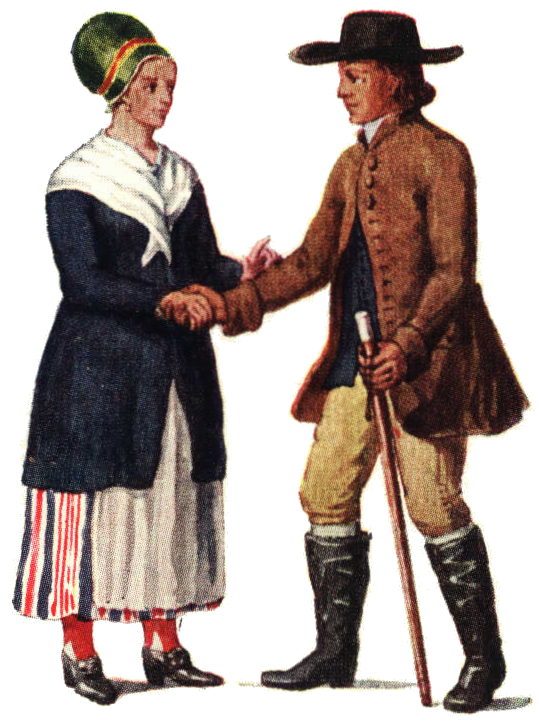
Folkdräkt, Mörkö socken, Nordisk familjebok

Mörködräkten är en kvinnlig folkdräkt (eller bygdedräkt) från Mörkö socken i Södermanland, komponerad år 1930.
Dräkten består av:
- livstycke - av blått ylletyg. Fodrat med vitt bomullstyg. Snört framtill med en blå bomullssnodd, som avslutas med 55 mm långa snörpinnar i metall. Livstycket avslutas nertill med 11 st rundade, 105 mm långa skört (1700-tals inspirerad).
- kjol - av långrandigt ylletyg i färgerna rött, blått och ljusgrått. Veckat upptill mot en sprund 20 mm bred, blå bomullslinning. 290 mm långt sprund vid vänster höftkarm. Knäppes med 2 par hyskor och hakar.
- överdel - av vitt linne. Tillklippt i ett stycke= T-klippning; ihopsydd i sid och underärmsöm. Övergången mellan ärm och bål är markerad med en hopdragsöm (myrgång). Öppen mitt fram. Knäppes i den 15 mm breda halslinningen med 2 st länkade lösa knappar i knapphål. Avslutas nertill med 10 mm bred dragsko och band. Ärmarna avslutas med veck mot en 25 mm bred ärmlinning som har ett vitt kedjestygnsbroderi i form av "löpande hund". Ärmlinningen knäppes med 2 st länkande lös knappar i knapphål.
- förkläde - i vitt prickig moll. Veckad upptill mot ett rött /vitt mönstrat 15 brett och 1570 långt vävt bomullsband. Nertill har förklädet en 95 mm bred fåll som är fastsydd med en vit tambursöm. 10 mm ovanför fållen finns ett 45 mm brett vitt tambursömsbroderi.
- halskläde - i vitt prickig moll. Kvadratisk för att vikas i tresnibb. Den synliga delen har samma tambursöms broderi 45 mm från kanten som förkläde (SLM 31.073-4). samt ett sirligt vitt blomsterbroderi i spetsen mitt bak, sytt med tambursöm.
- bindmössa - i blå duchess. Broderad med silke i färgerna: grönt, rött, brunt och vitt med kedjesöm. Duschessen är fastsyddpå en stomme av pressad filt. 185 mm bred nackrosett i blå duschess. Huvudbonaden saknar bindtråd, som alltid finns i äldre typer av bindmössor. 
  - stycke till bindmössa - i vitt tyll (gulnat). Sirligt blombroderi i lintråd. Stycket är kantat med en 6 mm bred handknypplad spets.
- förkläde - i vitt tyll. Veckat upptill mot ett rött/vitt mönstrat 15 mm brett och 1570 långt vävt bomullsband. Nertill har förklädet 60 mm bred fåll som är fastsydd med vit tambursöm. 10 mm ovanföt fållen finns ett 45 mm brett, vitt tambursömsbroderi.
- tyllstycke - rektangulärt? (Kan ha varit kvadratiskt före tvätt.) Handfållat med vit lintråd. Ev. halskläde buret tillsammans med tyllförklädet.
- smycke - 3 par länkade metall (silver-?) knappar. Varje knapp har ett graverad initial på ovansidan.

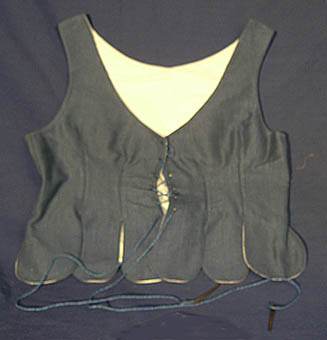
Livstycke
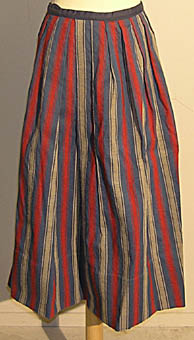
Kjol
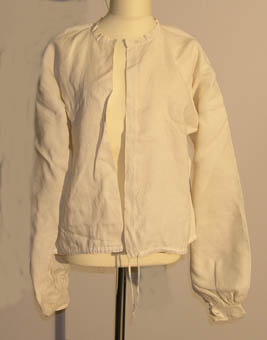
Överdel
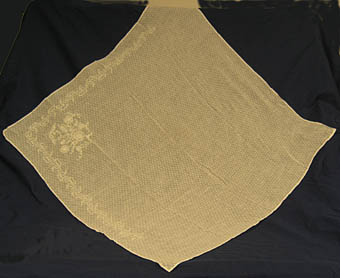
Halskläde
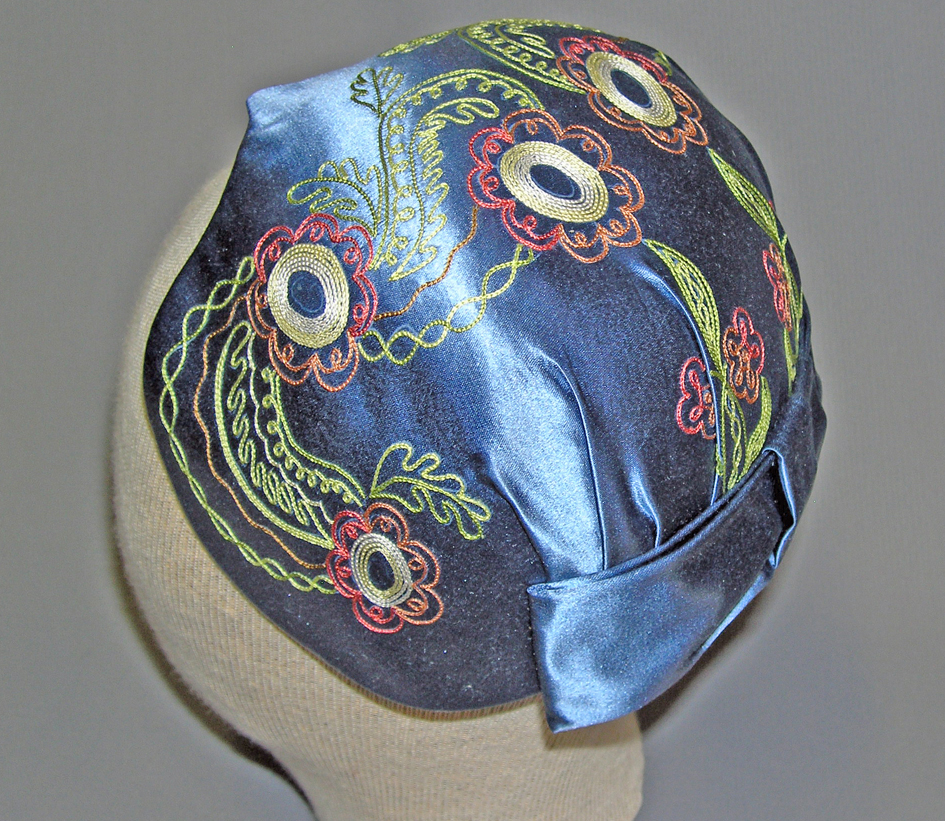
Bindmössa
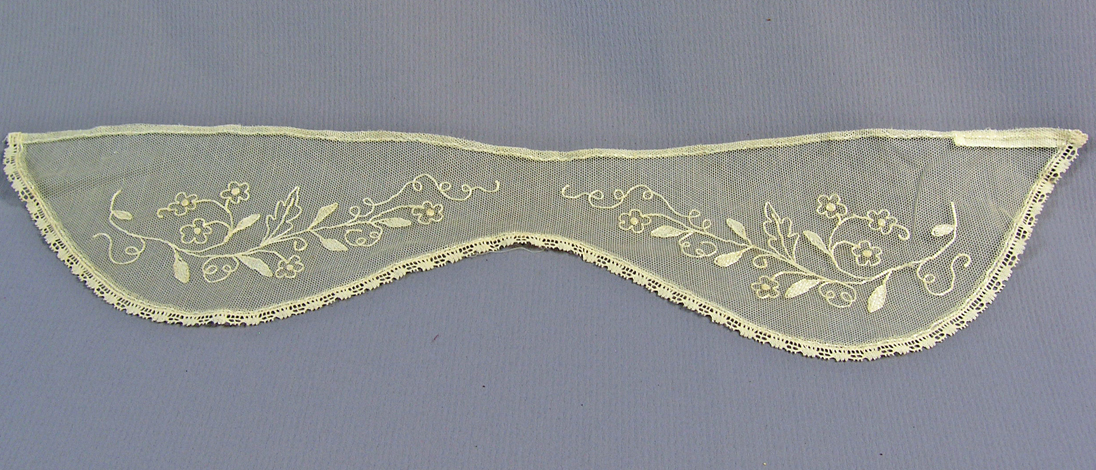
Stycke till bindmössa
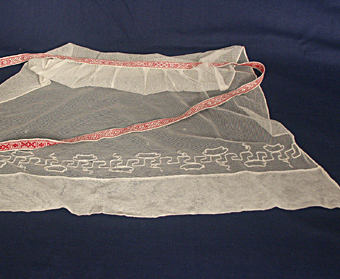
Förkläde
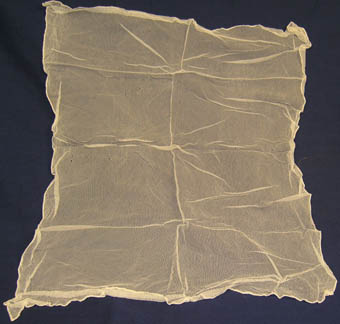
Tyllstycke
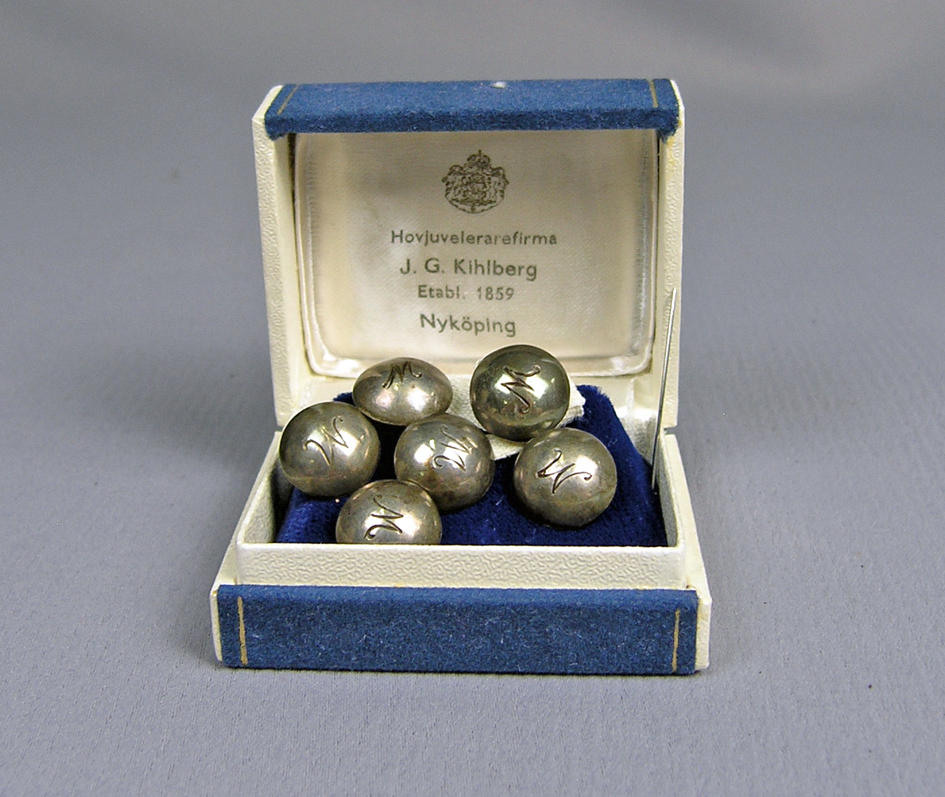
3 par länkade metall (silver-?)knappar